# Cultura microbiológica
Cultura microbiológica é um método de multiplicação de microorganismos, quando estes são deixados reproduzindo-se em um meio cultural pré-determinado, sob condições laboratoriais controladas. Culturas microbiológicas são usadas para determinar o gênero de um organismo e sua abundância na amostra testada, ou ambos. É um dos métodos de diagnósticos primários da microbiologia, sendo utilizado como ferramenta para determinar a causa de doenças infecciosas ao permitir que o agente multiplique-se em um meio pré-determinado.